# Katarina Hamilton
Katarina Hamilton,  född 16 oktober 1957, som norsk medborgare, i Näskotts församling, Jämtland, är en svensk designer och multikonstnär. Verksam åren 1983–1992 under namnet Kia Strååt.
Katarina Hamilton är mest känd för sina brevkort, sina uttrycksfulla och stilrena tygmönster och brickbordet Olva. Mönstret Ätbart gjordes på uppdrag av Nationalmuseum år 2000 med ensamrätt för Nationalmuseums butik i tre år. Mönstret Svenska Grodor & Paddor blev färdigt inför Grodans År 2008 och har vitsordats av bland andra professor Claes Andrén, Nordens Ark, för att samtliga grodor och paddor i mönstret är korrekt återgivna och kan artbestämmas.

## Arbeten i urval
- Naturliga Steget 1988, formgivning och färdigställande av tre uppsättningar vandringsutställningar på uppdrag av Naturhistoriska riksmuseet, Stockholm och stiftelsen det Naturliga Steget.
- Livias Trädgård 1991, fondmålning i två delar till Medelhavsmuseet i Stockholm.
- Tekniken genom tiderna 1992, fondmålningar Teknorama II på Tekniska museet i Stockholm
- Wilhelm Peterson-Berger 2000, formgivning och färdigställande av utställningen om W Peterson-Berger för Musikmuseet i Stockholm